# Wat Khok Phraya
Il Wat Khok Phraya (in lingua thai: วัดโคกพระยา, letteralmente monastero dei tumuli dei re, o dei nobili) è un complesso di templi buddisti (wat) di Ayutthaya, in Thailandia. Le sue rovine si trovano alla periferia nord della città vecchia, nel sottodistretto di Lumphli, al di là del canale che collega i due fiumi Chao Phraya e Lopburi, formando con gli stessi l'isola che costituisce il centro storico della città. Fu il luogo dove per secoli vennero puniti, giustiziati o sepolti dopo essere stati assassinati altrove sovrani e altri membri della famiglia reale del Regno di Ayutthaya.

## Descrizione
Tra le sue rovine, tutte in laterizio a vista, si distinguono le mura del vihara, il chedi maggiore a forma di campana disposto su un basamento ottagonale, altri chedi minori e una piattaforma sul lato nord. Il discreto stato di conservazione in cui si trovano, considerando che hanno più di 600 anni, fanno pensare che nel corso dei secoli il wat sia stato sottoposto a diversi interventi di restauro.

## Storia
La città fu fondata nel 1350 come capitale del nuovo Regno di Ayutthaya, lo Stato che ha dato origine all'odierna Thailandia. Sin dagli inizi della storia di Ayutthaya, in questo wat furono eseguite punizioni e condanne a morte di re o di altri importanti membri della famiglia reale. Secondo la tradizione locale, i membri della famiglia reale non potevano essere toccati e il loro sangue non poteva essere versato: di conseguenza, quando venivano giustiziati, venivano messi in un sacco di velluto e bastonati a morte con legno di sandalo. Tra i thailandesi si è diffusa la credenza che il luogo sia stregato.

### Re e nobili giustiziati al Wat Khok Phraya
- Thong Lan, re di Ayutthaya e nipote del fondatore Ramathibodi I. Fu fatto giustiziare quando aveva 15 anni nel 1388 dal cugino Ramesuan, che si riprese così il trono che aveva ceduto a Borommaracha I, padre e predecessore di Thong Lan.[3][4]
- Ratsada, re di Ayutthaya giustiziato quando aveva 5 anni nel 1534, probabilmente per ordine dello zio Chairacha, che divenne il nuovo re.[3]
- Yot Fa, re di Ayutthaya e figlio di Chairacha, ucciso quando aveva 15 anni nel 1548, probabilmente per ordine di Worawongsa, che usurpò il trono.[1][3][4]
- Si Saowaphak, re di Ayutthaya ucciso in età imprecisata nel 1611, probabilmente per ordine del fratellastro Sri Sin.[1] Salì quindi al trono Songtham, fratello maggiore di Sri Sin.[4]
- Sri Sin, erede al trono in qualità di fratello minore di Songtham, che gli preferì invece il proprio figlio Chetthathirat. Sri Sin cercò quindi di appropriarsi del trono e fu ucciso in età adulta nel 1629 per ordine del ministro Phraya Kalahom, che manipolava il giovane re.[1][4][5]
- Chetthathirat e la madre Amarit, rispettivamente diciassettenne re e regina madre di Ayutthaya, uccisi nel 1630 per ordine del Phraya Kalahom, che usurpò il trono con il nome regale Prasat Thong.[3][1][5]
- Tre giovani principi, figli minori di re Songtham, uccisi nel 1633 per ordine di Prasat Thong che intendeva sterminare la famiglia dei suoi predecessori.[1][6]
- Chai, re di Ayutthaya e figlio di Prasat Thong, ucciso nel 1656 per ordine dello zio Si Suthammaracha, che salì al trono al suo posto, e del fratellastro minore Narai.[1][4]
- Si Suthammaracha, re di Ayutthaya e fratello minore di Prasat Thong, fatto uccidere dopo pochi mesi di regno nel 1656 dal nipote Narai, che divenne quindi a sua volta re.[1][4]
- Trat Noi e Khwan, giovani principi figli del re Phetracha, alla cui morte furono uccisi nel 1703 su ordine del fratello maggiore Luang Sorasak, che era salito al trono e che fu conosciuto con il soprannome Phrachao Suea (re tigre).[1][4][2] Secondo una fonte olandese, Khwan fu ucciso e fatto a pezzi al palazzo reale, e in seguito sotterrato al Wat Khok Phraya.[7]
- Tre fratellastri di re Uthumphon, che li fece uccidere nel 1758 mentre stavano progettando una ribellione ai suoi danni.[1][8]